# (49036) Pélion
Pour les articles homonymes, voir Pelion.
(49036) Pélion est un astéroïde ouranocroiseur et un centaure découvert par les astronomes américains Robert J. Whiteley et David J. Tholen le 21 août 1998 à l'observatoire du Mauna Kea, situé sur l'île d'Hawaï. Sa désignation provisoire était 1998 QM107.
Il tire son nom du mont Pélion situé en Thessalie, qui, selon la mythologie grecque, aurait été peuplé par des centaures.